# Генрі Бессемер
Генрі Бессемер (англ. Sir Henry Bessemer, 19 січня 1813, Чарльтон (Гартфордшир) — 15 березня 1898, Лондон) — англійський винахідник, член Лондонського королівського товариства (з 1879).

## Біографія
Бессемер мав понад 100 патентів на винаходи в різних областях техніки: голчастий штамп для марок, словолитна машина (1838), машина для пресування цукрового тростнику (1849), відцентровий насос (1850) та інші.
Робота з поліпшення важкого артилерійського снаряда (1854) наштовхнула його на пошуки досконалішого способу отримання литої сталі для гарматних стволів.

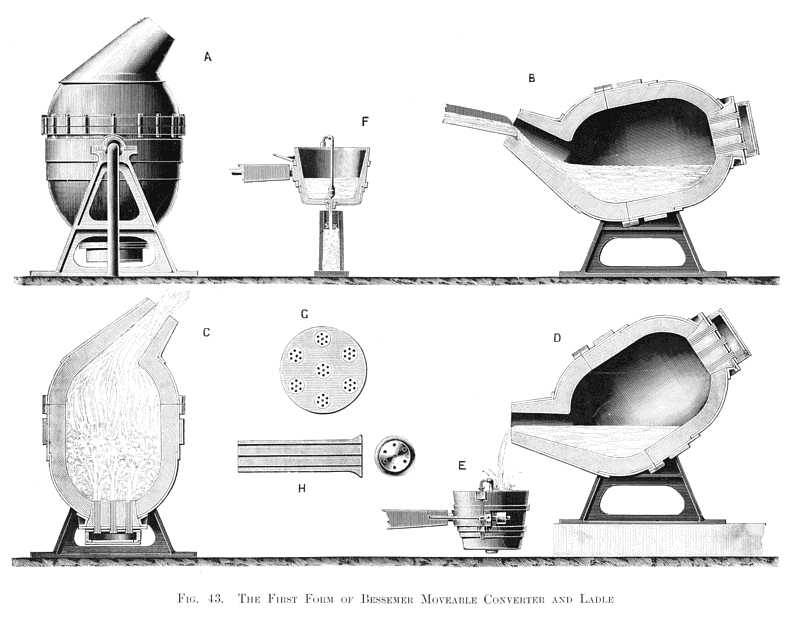
Будова і робота конвертера Генрі Бессемера

У тому ж 1854 Бессемер запатентував автоматичну гармату водяного охолодження під унітарний патрон.
У 1856 зареєстрував патент на конвертер для переділу рідкого чавуну в сталь продуванням повітря без витрат пального, який став основою так званого бесемерівського процесу.
У 1860 Бессемер запатентував обертальний конвертер з подачею повітря через днище і цапфи, конструкція якого в основному збереглася до нашого часу. Бессемер висунув ідею беззливкової прокатки сталі.